# Sybra masatakai
Sybra masatakai là một loài bọ cánh cứng trong họ Cerambycidae.